# Ленченко Володимир Олександрович
Володимир Олександрович Ленченко (нар. 8 серпня 1934, Харків) — український архітектор, член Національної спілки архітекторів України (1970), почесний доктор архітектури Державного науково-дослідного інституту теорії та історії архітектури і містобудування (2004), дійсний член Українського комітету ІКОМОС (2008). Нагороджений Почесними грамотами Верховної Ради України та Кабінету Міністрів України (2006).

## Біографія
Народився в сім'ї Ленченка Олександра Вакуловича (1906—1983) та Цапенко Ганни Павлівни (1912—1971), які походили із с. Біляки Заїченської волості Хорольського повіту Полтавської губернії (нині Семенівського р-ну Полтавської обл.). З 1930 року батьки працювали на будівництві та виробництві Харківського тракторного заводу.
У  1941—1945 роках жив в сім'ї свого дідуся Вакули у c. Біляки. Батько пройшов фронтовими дорогами до Берліна. По війні родина жила у Семенівці, Паніванівці та Веселому Подолі, де працювали батьки.

## Освіта
- Навчався в школах у Біляках, Семенівіці, Паніванівці. 1955 р.закінчив екстерном Семенівську середню школу № 1.
- 1956—1963 роки навчався на архітектурному факультеті Київського інженерно-будівельного інституту. Працював в археологічних  експедиціях (Ольвія), брав участь в обстеженнях пам'яток архітектури України, які проводили Логвин Г. Н., Мусієнко П. Н., Нельговський Ю. П., Северин С. І., Таранушенко С. А., Цапенко М. П., Юрченко П. Г., Яблонський Д. Н. Публікував свої малюнки та фото в газетах і журналах.
- 1972 року закінчив аспірантуру при Державному науково-дослідному інституті теорії та історії архітектури і містобудування. Дисертація «Архітектура Запорозької Січі» була знята із захисту через обвинувачення автора в ідеалізації історії запорозького козацтва.

## Виробнича та наукова діяльність
- 1961—1963 — інженер-архітектор Науково-дослідного інституту архітектури споруд Академії будівництва та архітектури УРСР.
- 1963—1967 — старший архітектор Зонального науково-дослідного і проектного інституту експериментального проектування в м. Києві (КиївЗНДІЕП).
- 1967 — керівник наук. групи Київської обласної науково-реставраційної виробничої майстерні.
- 1968—1970 — головний спеціаліст Відділу пам'яток архітектури ГоловАПУ Держбуду УРСР.
- 1971—1977 та 1978—1996 — старший науковий співробітник Державного науково-дослідного інституту теорії та історії архітектури і містобудування.
- 1977—1978 — заступник директора по науковій частині Державного музею народної архітектури та побуту УРСР (Київ, с. Пирогів).
- 1996—2002 — головний спеціаліст Всеукраїнського фонду відтворення видатних пам'яток історико-архітектурної спадщини імені Олеся Гончара. Брав участь в опрацюванні Державної програми відтворення визначних пам'яток історії та культури України, експертна оцінка проєктів відтворення собору Михайлівського Золотоверхого монастиря та Успенського собору Києво-Печерської лаври в Києві.
- 2002—2010 — археограф 1-ї категорії Інституту української археографії та джерелознавства імені М. С. Грушевського НАН України, де опрацював монографію «Запорозька Січ та «Україна в рукописних картах XVII — XVIII століть», публікувався у наукових виданнях.

## Наукова діяльність
Вивчав і публікував архівні документи, брав участь в археологічних дослідженнях на площі Жовтневої революції (нині Майдан Незалежності) у Києві (1981 р.), де під час реконструкції площі були знайдені  залишки оборонних споруд Києва часів Київської Русі, в т.ч. Лядська (Печерська) брама (археологи М.Й. Сагайдак, В. О. Харламов).
Працював  в Інституті історії АН України, де підготував розділи про архітектуру, живопис, графіку, декоративно-ужиткове мистецтво України 2-ї пол. XVII — 1-ї пол. XVIII ст. до «Історії Української РСР» (видана 1979—1983), розділи про містобудування, архітектуру, будівельні матеріали, санітарну техніку, організацію будівництва та архітектурно-будівельне навчання в Україні 2-ї пол. XVII — XVIII ст. до праці «Развитие строительной науки и техники в Украинской ССР» (Т.1,1989). Написав статті до «Шевченківської енциклопедії», яка готується до видання в Інституті літератури імені Т. Г. Шевченка НАН України.

## Праці

### Архітектура

#### Проєкти
- Готелі «Дніпро», «Либідь» (інтер'єри, Київ).
- Мотель-кемпінг «Пролісок» (Київ).
- Громадські і житлові споруди в містах України.
- Державний історико-культурний заповідник запорозького козацтва на о. Хортиця (м. Запоріжжя).
- Музей народної архітектури та побуту України (м. Київ, с. Пирогове),
- Музей народної архітектури та побуту Середньої Наддніпрянщини (м. Переяслав).
- Національний історико-культурний заповідник «Чигирин» (м. Чигирин),
- Державний історико-культурного заповідник «Козацькі могили» (с. Пляшева Рівненської обл.).
- Національний музей-заповідник українського гончарства (с. Опішне Полтавської обл.),
- Відтворення резиденції гетьмана Богдана Хмельницького в Національному історико-культурному заповіднику «Чигирин» — науковий керівник проекту.
- Відтворення Батуринського замку XVII — XVIII ст. в Національному заповіднику «Гетьманська столиця» (м.Батурин Чернігівської обл.), науковий керівник проекту.
- Проекти охоронного зонування до Генеральних планів міст Києва, Полтави, Запоріжжя, Дніпра, Переяслава, Білої Церкви, Глухова, Путивля, Ромен, Василькова (у співавторстві).

### Публікації
Історія архітектури, мистецтва, картографія, краєзнавство, охорона пам'яток історії та культури України.
1971 р.
- Невідомий план Запорізької Січі // Український історичний журнал. — 1971, № 10. — С. 106—113.
- Запорозький провулок у Ленінграді // Україна. — 1972, № 9. — С. 24.
- Фільм про Запорозьку Січ // Україна. — 1972, № 23. — С. 24.
- Архитектурно-строительная деятельность запорожского казачества // Вопросы архитектуры. Тезисы докл. VII научн. конф. кафедр архитектуры. — М., 1972. — С. 14.
- Знахідки аквалангістів // Україна. — 1973, № 5. — С. 24.
- Дніпро розкриває таємниці // Ранок. — 1973, № 11 — С. 24.
- Кахлі — пам'ятки мистецтва // Україна. — 1974, № 6. — С. 23.
- Чайка, дуб, байдак // Україна. — 1974, № 42. — С. 24.
- Творець, громадянин, патріот. До 175-річчя від дня смерті В. І. Баженова // Культура і життя, 15 серпня 1974.
- Укрепления Украинской линии — памятники оборонного зодчества XVIII в. // Вопросы архитектуры. Тезисы докл. VIII науч. конф. кафедр архитектуры. — М., 1975. — С. 24—25.
- Київ на гравюрі 1691 р. // Україна. — 1975, № 2. — С. 19.
- Пославляючи людину. До 500-річчя від дня народження Мікеланджело Буонаротті // Робітнича газета, 6 березня 1975 р.
- Переяславська фортеця // Комуністична праця [м. Пер.-Хм.], 25 вересня 1976 р.
- З музею на Кубані // Україна. — 1977, № 34. — С. 11.
- Фортеця на колесах // Україна. — 1977, № 34. — С. 24.
- Музей народної архітектури та побуту УРСР [Комплект 24 анотованих листівок, 18,0 х 14,0 (укр., рос., англ., фр., нім., ісп.). — Упоряд. Ленченко В.]. — К.: Мистецтво, 1978.
- Музеї просто неба // Наука і культура. Україна. 1978. / Т-во «Знання»,АН УРСР. — К., 1979. — С. 368—377.
- Розділ V. Культура на Україні в другій половині XVII ст. 3. Архітектура. Образотворче мистецтво. — Архітектура. — Живопис. — Графіка. — Декоративне й ужиткове мистецтво. Розділ XII. Культура на Україні у XVIII ст. 3. Архітектура. Образотворче мистецтво. — Архітектура. — Скульптура. — Живопис. — Графіка. Декоративно-ужиткове мистецтво. // Історія Української РСР. У 8 т. 10 кн. — Т. 2: Визвольна війна і возз'єднання України з Росією. — К.: Наук. думка, 1979. — С. 202—215; 558—570.
- Из истории военно-инженерного искусства эпохи воссоединения Украины с Россией // Пробл. совр. архитектуры и ист. наслед. Украины. Сб. науч. трудов. — К.: КиевНИИТИ, КиевЗНИИЭП, 1979. — С. 117—121.
- Фортеця на острові // Україна. — 1979, № 23. — С. 24.
- Рідкісна панорама фортеці // Україна. — 1980, № 43. — С. 23.
- Ніжин 1773 року // Україна. — 1980, № 45. — С. 22.
- К истории дерево-земляных укреплений на Украине XVII — XVIII вв. // Иследования и охрана архитектурного наследия в Украине. Сб. науч. тр. / К.: КиевНИИТИ, КиевЗНИИЭП, 1980. — С. 00.
- Київський календар на 1727 рік // Народна творчість та етнографія. — 1980, № 6. — С. 55—60.
- Біля діорами древнього міста // Прапор комунізму, 12 травня 1981.
- Новое о Печерских воротах Киева // Архитектура Киева. Сб. науч. трудов. — К.: КиевЗНИИЭП, 1982. — С. 81—84.
- Південні ворота // Знання та праця. — 1982, № 2. — С. 18—19. [Співавт. Сагайдак М. Й., Харламов В. О.].
- Глава V. Культура на Украине второй половине XVII в. 3.Архитектура. Изобразительное искусство. — Архитектура. — Живопись. — Графика. — Декоративное и прикладное искусство. Глава XII. Культура на Украине в XVIII в. 3. Архитектура. Изобразительное искусство. — Архитектура. — Скульптура. — Живопись. — Графика. — Декоративно-прикладное искусство. // История Украинской ССР. В 9 т. — Т. 3: Освободительная война и воссоединение Украины с Россией. Начало разложения феодализма и зарождение капиталистических отношений /Вторая половина XVII — XVIII в. /. — К.: Наук. думка, 1983. — С. 221—236; 637—653.
- Переяславська фортеця в XVI ст. // Матеріали до Зводу пам'яток культури народів СРСР по Українській СРСР. — К., 1984. — С. 112—113.
- Днепропетровск. Архит.-ист. очерк. (Соавт. Андрущенко Н. П., Зубарев Е. В.). — К.: Будівельник, 1985.
- Глухов: Проблемы сохранения архитектурного свреобразия // Строительство и архитектура — 1986, № 3. — С. 25—27. (Соавт. Вечерский В. В.).
- Путивль: Проблемы реконструкции // Строительство и архитектура — 1987, № 2. — С. 22—24. (Соавт. Вечерский В. В.).
- Архитектурное наследие Полтавской области // Памятники Полтавщины. Сборник. — К., 1987. — С. 00.
- Листи кошового отамана П.Калнишевського 1763 року про устрій Запорозької Січі // Пам'ятки України: історія та культура. — 1989, № 3. — С. 28—30.
- Остання козацька столиця на Дніпрі // Пам'ятки України: історія та культура. — 1989, № 2. — С. 38—42.
- До повернення національних реліквій // Пам'ятки України: історія та культура. — 1989, № 4. — С. 28—29.
- Запорозька Січ у картографії, планах та креслениках XVII — XVIII ст. — Наук. повід. на Секції іст. досл. та джерелознавства України на 1-му Всесвітньому форумі українців. — Київ, серпень 1989. Репринт.
- С. І. Мишецький — автор «Історії козаків запорізьких» // Український історичний журнал. — 1989, № 11. — С. 36—39.
- Остання козацька столиця на Дніпрі // Пам'ятки України: історія та культура. — 1989, № 2. — С. 38—42.
- Глава IV. Строительство после воссоединения Украины с Россией (вторая половина XVII — XVIII в.). — 1. Градостроительство и архитектура. — 2. Строительные материалы и конструкции. — 3. Санитарная техника. — 4. Организация строительства и архитектурно-строительное обучение. (Соавт. С. К. Колобанов) // Развитие строительной науки и техники в Украинской ССР. В 3-х т. — Т. І : Строительная наука и техника на Украине с древних времен до 1917 г. — К.: Наук. думка, 1989. — С. 72—91.
- До проблеми відтворення Запорозької Січі на о. Хортиці // Матеріали 1-ї респуб. наук.-практ. конф. «Проблеми історії запорозького козацтва в сучасній історичній науці та музейній практиці». Присвячена 500-літтю запорозького козацтва. 18 — 20 січня 1990 р. Запоріжжя — Дніпропетровськ, 1990. — С. 32—39.
- На городищі Кам'янської Січі // Пам'ятки України: історія та культура. — 1990, № 1. — С. 20—22, 56.
- Клейноди Війська Запорозького // Пам'ятки України: історія та культура. — 1990, № 2. — С. 56—57.
- The Lost Cossack Capital on the Dnieper // Ukrainian Heritage. 1990. — р. 10—13.
- «Абрис Чернігівський» // Чернігівщина. Енцикл. довід. За ред. А. В. Кудрицького. — К.: УРЕ ім. М. П. Бажана, 1990. — С. 31—32.
- Козацький монастир // Пам'ятки України: історія та культура. — 1991, № 2. — С. 28—30.
- Козацька столиця Запорозька Січ в планах та креслениках XVII — XVIII ст. // Наук. повід. на 5-му міжнар. симпозиумі «Козаки» в Новій Сорбонні, Париж, Франція, 12 травня 1991. Репринт.
- Конгрес у Сорбонні // Пам'ятки України: історія та культура. — 1991, № 5. — С. 16.
- З історії географічних досліджень України Російською Академією наук у XVIII ст. // Проблеми історичної географії України. Зб. наук. праць. / Академія наук Української РСР. Інститут історії. — К.: Наук. думка, 1991. — С. 124—132.
- До реконструкції польського табору 1651 р. під Берестечком // Архітектура Волині. Історія та сучасність. Тези конф. — К., 1992.
- Поле козацької слави (історія, майбутнє) // Голос України, 8 вересня 1992 р. [Роковини битви під Берестечком 1651 р., проекти впорядкування музею-заповідника «Козацькі могили» в с. Пляшева Рівененської обл.].
- Полтавщина. Енцикл. дов. За ред. А. В. Кудрицького. К.: УРЕ ім. М. П. Бажана, 1992.(окремі статті)
- Запорозька Січ у картах, планах та кресленнях XVII — XVIII ст. // Археологічні дослідження памя'ток українського козацтва. Зб. наук. статей. / Центр пам'яткознавства АН України і УТОПІК. — К., 1993. — С. 19—22.
- Замок Дмитра Вишневецького на Хортиці. Дослідження археологічних пам'яток доби українського козацтва // Часи козацькі. Матеріали 3-ї козацької конф. — К., 1994. — С. 00.
- Хортицький замок Дмитра Вишневецького// Фортифікація України. Міжн. конф. з проблем охорони фортифікаційних споруд в Україні. Матеріали. — Кам.-Под., 1993. — С. 25—26.
- Скарби січової церкви // Пам'ятки України: історія та культура. — 1994, № 1—2. — С. 32—35.
- Гетьманський замок у Чигирині // Пам'ятки України: історія та культура. — 1994, № 3—6. — С. 63—68.
- Чигирин та Суботів. Анотована карта масштабу 1: 20 000 / Автор-упоряд. Ленченко В. О. — К.: НВП «Картографія», 1995.
- Програма музеєфікації археологічного комплексу на о. Малій Хортиці в м. Запоріжжі // Теорія та історія архітектури. — К., 1995. — С. 232—235.
- Олесь Гончар у Батурині // Вечірній Київ, […] травня 1995 р.
- Кобзар Адамцевич // Вечірній Київ, […] серпня 1995 р.
- Василь Минко // Вечірній Київ, […] серпня 1996 р.
- Гетьманський двір Богдана Хмельницького в Чигирині за джерелами XVII — XVIII ст. // Архітектурна спадщина України. — Вип. 3, ч. 1. Питання історіографії та джерелознавства української архітектури. / Науково-дослідний інститут теорії та історії архітектури і містобудування. — К.: Українознавство, 1996. — С. 74—81.
- Резиденція Богдана Хмельницького в Чигирині // Запорозьке козацтво в українській історії, культурі та національній самосвідомості. Матеріали міжнар. наук. конф. / Національна Академія наук України. Інститут історії України. Науково-дослідний інститут козацтва. — К. — Запоріжжя, 1997. -	С. 364—372.
- Бароковий ансамбль Видубицького монастиря за планом 1740-х рр. // Архітектурна спадщина України. Вип. 4. — К.: Українознавство, 1997. — С. 160—162.
- Дорога к Храму // Деловая Украина, — 1997, № 46.
- Дар Золотоверхому собору // Українське слово, 21 серпня 1997 р.
- Заповідано Золотоверхому // Урядовий кур'єр, 21 серпня 1997 р.
- 2000-ття Різдва Христового. Відтворимо Михайлівський Золотоверхий собор! — Звернення Всеукраїнського фонду відтворення видатних пам'яток історико-архітектурної спадщини ім. Олеся Гончара, Товариства зв'язків з українцями за межами України, Конгресу української інтелігенції до учасників Другого Всесвітнього форуму українців, із закликом сприяти відбудові Михайлівського Золотоверхого собору. Буклет. Упоряд. Ленченко В. О., Б. п. — К.: Абрис, 1997.
- Гетьманський двір у Чигирині // Берегиня. — 1997, Число 1—2. — С. 4—18.
- Пори року // День, 1997, № 1.
- Архітектура XVI — XVIII ст. в Україні. Містобудування та фортифікація. Столиці Української держави. Культові будівлі. Монастирі. Цивільні будівлі // Археологія доби українського козацтва в XVI — XVIII ст. — К., 1997. — С. 135—146.
- Цапенко Михайло Павлович // Мистецтво України. Біогр. дов. Упоряд. А. В. Кудрицький, М. Г. Лабінський. За ред. А. В. Кудрицького.

— К.: Укр. енцикл., 1997. — С. 693 (додаток).
- 2000-тя Різдва Христового! Відтворимо Успенський собор Києво-Печерської лаври! — Звернення Всеукраїнського фонду відтворення видатних пам'яток історико-архітектурної спадщини ім. Олеся Гончара до співвітчизників, українців й українок на чужині, із закликом сприяти відбудові Успенського собору Києво-Печерської лаври. Буклет. Упоряд. Ленченко В. О., Б. п. — К.: Абрис, 1998.
- Вони обрали «Дорогу до Храму» // Пам'ятки України: історія та культура. — 1998, № 1. — С. 182—183. [Про благодійників, що внесли кошти на відтворення Михайлівського Золотоверхого собору та Успенського собору Києво-Печерської лаври].
- Хортицький замок Дмитра Вишневецького // Урядовий кур'єр, […] 1998 р.
- Київ на гравюрі 1727 р. // Вечірній Київ, […] 1998 р.
- Чортомлицька Січ (співавт. Кот С.) // Кардаш П., Кот С. Слава українського козацтва. — Мельборн: Фортуна — Київ, 1999. — С. 29.
- Пороховий льох у Павліському бастіоні [Києво-Печерської фортеці] // Звід пам'яток історії та культури України. — Київ, Кн. 1, ч. 1. / К.: Гол. ред. Зводу пам'яток історії та культури при вид-ві «Українська енциклопедія» ім. М. П. Бажана, 1999. — С. 438.
- Дещо про Біляки та біляківців // Спіймав батько зайця… Біляківські бувальщини в записах Івана Кравченка. — К., 1999. — С. 3—5.
- Храми — диво вічності // Святині України. Художній календар на 2000 рік. — К.: Преса України, 1999. Упоряд. Ленченко В. О.
- Програма відтворення видатних пам'яток історії та культури України. Затверджена Постановою Кабінету Міністрів України від 23 квітня 1999 р., № 700. [Буклет Всеукраїнського фонду відтворення видатних пам'яток історико-архітектурної спадщини ім. Олеся Гончара, із відозвою сприяти реалізації Програми. Упоряд. Ленченко В. О., Б. п. — К.: Національний Банк України, 2000].
- У скарбницю відродження пам'яток // Урядовий кур'єр. — 25 листопада 2000 р., № 220.
- Петро Тронько: Примножимо славу України. (Розмову вів Володимир Ленченко) // Сучасність. Щомісячний часопис незалежної української думки. — 2000, № 9. — С. 121—125.
- Про Програму відтворення визначних пам'яток історії та культури України. Розповідає головний спеціаліст Фонду ім. Олеся Гончара В. Ленченко // Строительство & реконструкция. — № 12, декабрь 2000.
- Польський табір під Батогом (1652 р.) // Військово-історичний альманах. — 2001, Ч. 1(2). — С. 78—81.
- Третій Всесвітній форум українців. Відтворимо святині України! Буклет Всеукраїнського фонду відтворення видатних пам'яток історико-архітектурної спадщини ім. О. Гончара із відозвою Фонду, Товариства зв'язків з українцями за межами України та Конгресу української інтелігенції до учасників Третього Всесвітнього форуму українців сприяти відродженню втрачених пам'яток України. — Упоряд. Ленченко В. О., Б. п. — К.: Абрис. 2001.
- Хортицький замок Дмитра Вишневецького // Президент. Міжн. гром.-політ. журн. — 2002, № 7—8. — С. 104—10.
- Звитяжці Томаківської Січі // Президент. Міжн. гром.-політ. журн. — 2002, № 11—12. — С. 96—99.
- Михайло Цапенко // Пам'ятки України: історія та культура. — 2002, № 2. — С. 150—171.
- Київ за «Генеральним планом» 1745 року // А. С. С. (Art, Citi, Construction). — 2002, № 8. — С. 15—16.
- Унікальні фотосвідчення знищення могили гетьмана Кирила Розумовського в Батурині // Вісник. Загальнодерж. бюл. — 2003, № 1 (11). — С. 95—97.
- Палац гетьмана Івана Мазепи в Батурині // Пам'ятки України: історія та культура. — 2003, № 3. — С. 18—33.
- Рукописні плани міст і фортець Південної України XVIII ст. // Україна і Туреччина. Тези доповідей міжн. наук. конф. з нагоди 80-річчя засн. Турецької Республіки. 10 — 12 листопада 2003 р. / НАН України. Інститут археології. — К., 2003. — С. 41- 44.
- Орли Базавлуку // Президент. Міжн. гром.-політ. журн. — 2004, № 1(17). — С. 84—89.
- Рукописні плани Запорозької Січі XVIII століття // Український археографічний щорічник. Вип. 8/9. — К. — Нью-Йорк, 2004. — С. 157—189.
- Нові проекти для заповідника «Хортиця» // Урядовий кур'єр, 12 серпня 2005.
- Невідомий проект церкви для Запорозької Січі 1764 року // Праці Наук.-досл. інст. пам'яткоохоронних досл. Вип. 1. — К.: Артек, 2005. — С. 64—68.
- Традиції Запорозької Січі в забудові Катеринодара й Тамані // Пам'ятки України: історія та культура. — 2005, № 3—4. — С. 164—177.
- Полкове місто Гетьманщини Стародуб // Пам'ятки України: історія та культура. — 2005, № 1. — С. 84—94.
- Гетьманський замок у Чигирині. Резиденція Богдана Хмельницького в Чигирині. Двори козацької старшини // Шевченків край. — К.: Укр. центр народ. культури «Музей Івана Гончара», гром. орг. «Фонд Івана Гончара», 2005. — С. 87—93, 97—109.
- Невідомий проект церкви для Запорозької Січі 1764 року // Праці Наук.-досл. інст. пам'яткоохоронних дослід. Вип. 1. — К.: Артек, 2005. — С. 64—68.
- Козацькі січі — гнізда волі (співавт. Щербак В. О.) Гетьманські резиденції. Двори козацької старшини // Україна — козацька держава. — К.: ЕММА, 2005. — С. 00.
- История и топография Чигирина в XVII веке // Патрик Гордон. Дневник. 1677—1678. Серия «Памятники исторической мысли» / Российская Академия Наук, Федеральное архивное агентство, Российский государственный военно-исторический архив. — М.: Наука, 2005. — С. 160—184.
- Українське козацтво. Мала енциклопедія. Вид. 2-ге, доп. — К.: Ґенеза — Запоріжжя: Прем'єр. — 2006. — окремі статті
- Резиденція гетьмана Івана Мазепи в Батурині // Матеріали міжн. наук.-практ. конф. з нагоди 295-ї річниці з дня смерті гетьмана України Івана Мазепи та 10-річчя заснування заповідника «Гетьманська столиця». — Ніжин: Аспект-Поліграф, 2006. — С. 120—126.
- Українська лінія // Військово-історичний альманах. — 2006. — № 2 (13). — С. 97—103.
- Генеральний план Києва 1745 року // Вісник геодезії та картографії. — 2006. — № 3. — С. 41—45.
- Маловідомий план Бахчисарая 1737 року // Праці Наук.-досл. інст. пам'яткоохоронних дослід. Вип. 2. — К.: АртЕек, 2006. — С. 212—213.
- Рукописні плани міст і фортець Південної України та Криму XVII — XVIII століть // Український археографічний щорічник. Вип. 10/11. — К. — Нью-Йорк, 2006. — С. 199—220.
- Чигирин за планами та описами 1677 — 1678 років // Історична топографія та соціотопографія України. Зб. наук. праць. — Львів, 2006. — С. 170—195.
- Запорозький Ґард — Національна пам'ятка чи новітня українська Атлантида? // Пам'ятки України: історія та культура. — 2006, № 3. — С. 2, 106—108.
- Луганщина та Південна Україна у картографії XVII — XIX ст. // Праці Наук.-досл. інст. пам'яткоохоронних дослідж. Вип. 3. — К., 2007. — С. 234—243.
- Біляки та біляківці. Біляківці про себе та своє село // Кравченко І. Українська вдача. Оповіді з полтавського села Біляки. — К.: Іридіум, 2007. — С. 7—10, 165—239.
- Нехворощанський монастир Запорозької Січі // Праці Наук.-досл. інст. пам'яткоохоронних дослід. Вип. 4.- К., 2008. — С. 285—290.
- Невідомий палац гетьмана Івана Мазепи у Батурині // Батуринська старовина. Зб. наук. праць, присвячений 300-літтю Батуринської трагедії. — К.: Вид. ім. Олени Теліги, 2008. — С. 236—247.
- Столиця Гетьманщини Глухів за планами XVIII століття // Український археографічний щорічник. Вип. 13/14. — К.: Український письменник, 2010. — С. 223—240.
- Томаківська Січ в джерелах XVI — XIX ст. // Нові дослідження пам'яток козацької доби в Україні. Вип. 19. / Науково-дослідний центр «Часи козацькі», Центр пам'яткознавства НАН України і УТОПІК, Історико-культурна асоціація «Україна — Туреччина». — К., 2010. — С. 255—259.
- Острів Хортиця та Запорозька Січ // Військово-історичний альманах. – 1011. Число 1 (22). – С. 73—86.
- Богдан Хмельницький і Чигирин // Пам'ятки України:Історія та культура.Спецвипуск. Національний історико-культурний заповідник "Чигирин". 1011, № 5—6 (169—170). — С. 28—33.
- З історії відтворення цитаделі Батуринської фортеці // Батуринська старовина. Збірн. наук. праць. Вип. 2 (6). Чернігів, 2011. — С. 105—109.

### Редагування
- Макушенко П. И. Народное деревянное зодчество Закарпатья. — М.: Стойиздат, 1976. (98 с., илл., Б. п.).
- Деркач А. Глухів — гетьманська столиця. — К.: Павлім, 2000. (175 с., іл.).
- Спіймав батько зайця… Біляківські бувальщини в записах Івана Кравченка. — К., 1999. (72 с.).
- Кравченко І. [І.]. Українська вдача. Оповіді з полтавського села Біляки. — К.: Іридіум, 2007. (239 с., іл.).